# Scionecra truncata
Scionecra truncata är en insektsart som först beskrevs av Ludwig Redtenbacher 1908.  Scionecra truncata ingår i släktet Scionecra och familjen Diapheromeridae. Inga underarter finns listade i Catalogue of Life.